# Imed Hammami
Imed Hammami, né le 19 avril 1964 à Béni Khalled, est un homme politique tunisien.

## Biographie

### Jeunesse et études
Il poursuit ses études primaires à l'école Abou-el-Kacem-Chebbi à Béni Khiar, puis ses études secondaires au lycée technique de Grombalia. Il est ensuite diplômé en ingénierie de l'École nationale d'ingénieurs de Tunis. Dans sa jeunesse, il est membre actif de l'Union générale tunisienne des étudiants et du Mouvement de la tendance islamiste, l'ancêtre du parti islamiste Ennahdha.

### Constituant
Le 23 octobre 2011, il est élu à l'assemblée constituante dans la deuxième circonscription de Nabeul, et siège au sein du groupe parlementaire d'Ennahdha. Il préside alors la commission des collectivités publiques, régionales et locales, chargée de rédiger le chapitre 7 de la nouvelle Constitution. Il est aussi membre de la commission de coordination et de rédaction de la Constitution.

### Porte-parole d'Ennahdha et ministre
En 2015, il devient porte-parole d'Ennahdha.
Le 27 août 2016, il prend ses fonctions de ministre de l'Emploi et de la Formation professionnelle dans le gouvernement de Youssef Chahed. Il est secondé par une secrétaire d'État, Sayida Ounissi.
Le 6 septembre 2017, il prend le portefeuille de l'Industrie. Le 18 novembre, il est nommé ministre de la Santé publique, succédant à Slim Chaker, mort à l’hôpital militaire de Tunis à la suite d'une attaque cardiaque, après sa participation au marathon de l'organisation Nourane, pour la promotion de la lutte contre le cancer du sein,.
Le 25 avril 2020, il est nommé ministre-conseiller auprès du chef du gouvernement Elyes Fakhfakh.
Le 2 septembre 2021, Rached Ghannouchi décide de geler l'adhésion d'Imed Hammami à Ennahdha dans le contexte de la crise politique initiée le 25 juillet, en raison des « dépassements récurrents qu’il a commis, contraires aux politiques du mouvement ».